# When We Rock, We Rock, and When We Roll, We Roll
When We Rock, We Rock, and When We Roll, We Roll – składanka najlepszych utworów zespołu Deep Purple do roku 1974. Zawiera takie klasyki zespołu jak "Hush", "Kentucky Woman" i "Smoke on the Water". Album skompilowany przez Dennisa C. Nicklosa w roku 1978, już po rozpadzie zespołu w 1976 r. i wydany w październiku 1978 roku przez wytwórnie Warner Bros. i Purple.

## Lista utworów
Wszystkie, z wyjątkiem opisanych skomponowali Blackmore/Gillan/Glover/Lord/Paice.
| 1. | "Space Truckin'"                                                                     | 4:31  |
|    |                                                                                      |       |
| 2. | "Kentucky Woman" (Neil Diamond)                                                      | 4:44  |
|    |                                                                                      |       |
| 3. | "Hard Road (Wring That Neck)" (Evans/Lord/Paice)                                     | 5:11  |
|    |                                                                                      |       |
| 4. | "Burn" (Blackmore/Lord/Paice/Coverdale)                                              | 6:00  |
|    |                                                                                      |       |
| 5. | "Woman from Tokyo"                                                                   | 5:30  |
|    | na okładce opisany jako wersja "live" ale jest to wersja studyjna                    |       |
| 6. | "Hush" (Joe South)                                                                   | 4:25  |
|    |                                                                                      |       |
| 7. | "Smoke on the Water"                                                                 | 6:27  |
|    | na okładce nie jest opisany jako wersja "live", utwór pochodzi z płyty Made in Japan |       |
| 8. | "Highway Star" (live)                                                                | 6:47  |
|    |                                                                                      |       |
|    |                                                                                      | 43:35 |
|    |                                                                                      |       |

## Wykonawcy
- Ritchie Blackmore – gitara
- Ian Gillan – śpiew
- Roger Glover – gitara basowa
- Jon Lord – organy, instrumenty klawiszowe, śpiew towarzyszący
- Ian Paice – perkusja
- Rod Evans – śpiew
- Nick Simper – gitara basowa, śpiew towarzyszący
- David Coverdale – śpiew
- Glenn Hughes – gitara basowa, śpiew